# 腺萼悬钩子
腺萼悬钩子（学名：Rubus glandulosocalycinus）为蔷薇科悬钩子属下的一个种。

## 型態
奇數羽狀複葉，平面式互生，複葉連柄全長6~12cm。主軸及小葉中肋具刺及紅色腺毛，小葉5~7枚，對生，批針型，小葉長2~4cm，邊緣細密鋸齒，葉片顏色為稍深之綠色。
花期為2月，花瓣白色，每朵5片花瓣，平展；果大、鮮紅色，中低海拔普遍可見。

## 扩展阅读
- 維基物種上的相關：腺萼悬钩子